# Luísa de Coligny
Luísa de Coligny (em francês:  Louise de Coligny; 23 de setembro de 1555 – 13 de novembro de 1620) foi uma nobre francesa, filha de Gaspar II de Coligny e Charlotte de Laval. Foi também a quarta esposa de Guilherme I, Príncipe de Orange.

## Biografia
Luísa nasceu em Châtillon-sur-Loing. Os seus pais deram-lhe uma educação humanista. Quando tinha dezassete anos, casou-se com Charles de Teligny. Tanto o marido como o pai foram mortos no Massacre de São Bartolomeu. Tal como o seu pai, Luísa era uma huguenote e, depois do massacre, passou dez anos a viver na Suíça.
Casou-se com o príncipe Guilherme I de Orange no dia 24 de Abril de 1583. Com ele teve apenas um filho, Frederico Henrique, nascido em 1584, que se tornaria príncipe de Orange. Diz-se que Luísa terá avisado o marido acerca de Balthasar Gérard, que considerava sinistro. Gérard matou Guilherme em 1584.
Após o assassinato do marido, Luísa criou o filho e as seis filhas do terceiro casamento de Guilherme. Foi uma defensora do protestantismo durante toda a sua vida e mantinha correspondência com várias figuras importantes da época, incluindo a rainha Isabel I de Inglaterra, o rei Henrique IV de França, Maria de' Medici e Filipe de Mornay, bem como com os seus vários enteados. Morreu em Fontainebleau.